# Pseudoeurycea quetzalanensis
La salamandra de Cuetzalan (Pseudoeurycea quetzalanensis) és una espècie d'amfibi urodel de la família Plethodontidae. És endèmica de Mèxic.
El seu hàbitat natural són els montans humits. Està amenaçada d'extinció a causa de la destrucció del seu hàbitat.